# Selección de rugby de Polonia
La selección de rugby de Polonia es el equipo representativo de ese país en torneos europeos y está regulada por Polski Związek Rugby, la asociación nacional del deporte.

## Uniforme
El rojo y el blanco son los colores que usa la selección de rugby polaca, al igual que sus selecciones de otras disciplinas y los mismos de su bandera.

## Historia
Polonia debutó como internacional contra Alemania del Este en 1958 en Łódź, donde ganó por tan solo un punto, 9-8. Más tarde ese mismo año, jugó contra Alemania Occidental en Krasnoyarsk, que la derrotó por 11-3. Al año siguiente, disputó dos partidos en el Dinamo Stadion de Bucarest, derrotando a Checoslovaquia y perdiendo posteriormente contra Rumanía. Polonia continuó disputando partidos internacionales con estas naciones durante los años siguientes.

## Palmarés
- Rugby Europe Trophy (1): 2024-25

- FIRA Nations Cup - División 2 (5): 1967-68, 1972-73, 1974-75, 1982-83, 1987-89

- European Nations Cup - División 2 (1): 2000-01

- European Nations Cup - División 2B (1): 2006-08

## Participación en copas
| - No ha clasificado - FIRA Nations Cup 1968-69: 5º puesto (último) - FIRA Nations Cup 2 1967-68: Campeón invicto - FIRA Nations Cup 2 1969-70: 3º en el grupo - FIRA Nations Cup 2 1970-71: no participó - FIRA Nations Cup 2 1971-72: no participó - FIRA Nations Cup 2 1972-73: Campeón invicto - FIRA Trophy 1973-74: 4º puesto - FIRA Trophy 1975-76: 4º puesto - FIRA Trophy 1976-77: 5º puesto - FIRA Trophy 1977-78: 4º puesto - FIRA Trophy 1978-79: 5º puesto - FIRA Trophy 1979-80: 5º puesto - FIRA Trophy 1980-81: 6º puesto (último) - FIRA Trophy 1983-84: 5º puesto - FIRA Trophy 1989-90: 5º puesto (último) - FIRA Trophy 1994-96: 4º en el grupo - FIRA Trophy 2 1974-75: Campeón invicto - FIRA Trophy 2 1981-82: 2º puesto - FIRA Trophy 2 1982-83: Campeón - FIRA Trophy 2 1984-85: 3º puesto - FIRA Trophy 2 1985-87: 2º puesto - FIRA Trophy 2 1987-89: Campeón invicto - FIRA Trophy 2 1990-92: 2º en el grupo - FIRA Trophy 2 1990-92: 2º en el grupo - FIRA Trophy 2 1992-94: 1º en el grupo - FIRA Tournament 1996-97: 3º puesto - FIRA Tournament 2 1998-99: 4º puesto | - ENC 3 2000: 2º puesto - ENC 2 2000-01: Campeón - ENC 2 2001-02: 1º en el grupo - ENC 2 2002-04: 4º puesto - ENC 2 2004-06: 4º puesto - ENC 2B 2006-08: 1º puesto - ENC 2A 2008-10: 4º puesto - ENC 1B 2010-12: 2º puesto - ENC 1B 2012-14: 4º puesto - ENC 1B 2014-16: 5º puesto - RE Trophy 2016-17: 4º puesto - RE Trophy 2017-18: 5º puesto - RE Trophy 2018-19: 4º puesto - RE Trophy 2019-20: 6° puesto - RE Trophy 2021-22: 2° puesto - REC 2023: 8º puesto - REC 2024: 8º puesto - Socialist Industry 1974: no participó - Socialist Industry 1975: 4º puesto - Socialist Industry 1976: 4º puesto - Socialist Industry 1977: 5º puesto - Socialist Industry 1978: 5º puesto (último) - Socialist Industry 1979: 3º puesto (último) - Socialist Industry 1980: 3º puesto - Socialist Industry 1981: 4º puesto - Socialist Industry 1982: 2º puesto - Socialist Industry 1983: 3º puesto - Socialist Industry 1984: 3º puesto - Socialist Industry 1985: 4º puesto - Socialist Industry 1986: 3º puesto - Socialist Industry 1987: 2º puesto - Socialist Industry 1988: no participó - Socialist Industry 1989: no participó - Victoria Cup 1959: 2º puesto - Victoria Cup 1960: 2º puesto - Baltic Cup 1994: Campeón - Baltic Cup 1995: 3º puesto - Serendib Cup 2013: 3º puesto (último) |

## Victorias destacadas
- Se consideran solo victorias ante naciones del Tier 1 ( participantes del Seis Naciones y del Rugby Championship).

| 23 de octubre de 1977 | Polonia | 12 - 6 | Italia |  |  |